# 南薩鉄道記念館
南薩鉄道記念館（なんさつてつどうきねんかん）は、鹿児島県南さつま市にある廃線になった鹿児島交通の鉄道路線に関する資料を展示する鉄道保存展示施設である。鹿児島交通枕崎線の加世田駅の跡地である、鹿児島交通加世田バスセンターの敷地内にあり、1994年（平成6年）に開館した。

## 概要
鹿児島交通の加世田駅跡地は現在鹿児島交通のバスターミナルとして利用されている。その一角に古い石造りの倉庫が残されており、その内部に鹿児島交通の鉄道線に関する資料が展示されている。
資料は、現役当時のダイヤグラム、写真、鉄道関連備品、駅名標などがある。また、伊集院 - 加世田間の建設時に交付された内閣総理大臣西園寺公望名の鉄道営業免許状、加世田 - 枕崎間の延伸時に交付された鉄道大臣小川平吉名の免許状、鉄道省監督局長からの改正鉄道敷設法上の予定線に該当するために国有鉄道建設規定に準拠することを求める通知書などの原文が展示されている。
展示室の裏手には屋根付きの車庫がかつて存在して、車両が保存されていた。現在は駅跡の敷地を利用したショッピングセンターの拡張工事の関係で、車両はバスの整備工場の中に保存されている。また、バスターミナルのロータリー内にも露天でディーゼル機関車と蒸気機関車が保存されている。
以下の車両の写真は、整備工場内に移転される前のものである。

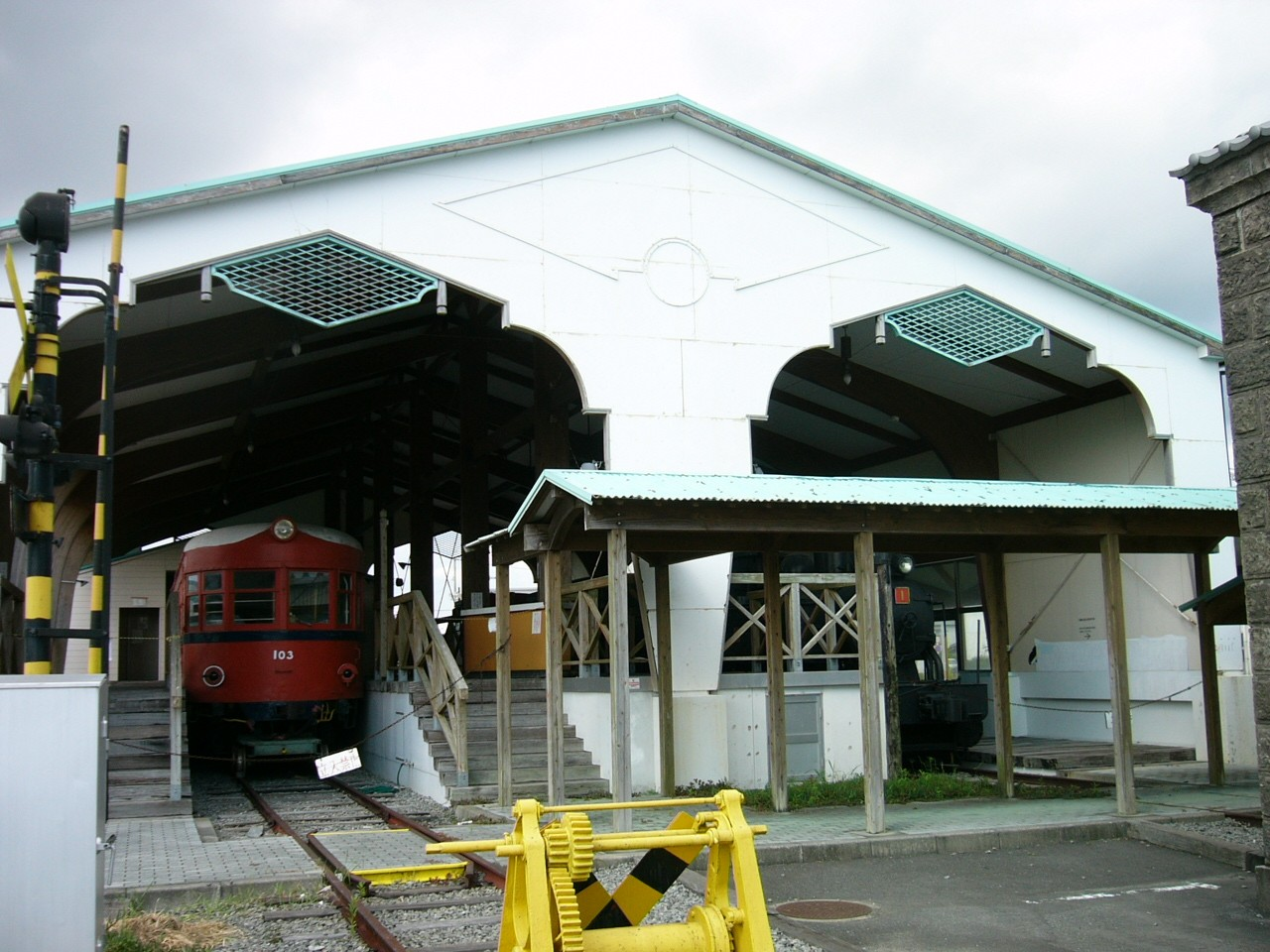
保存庫全景
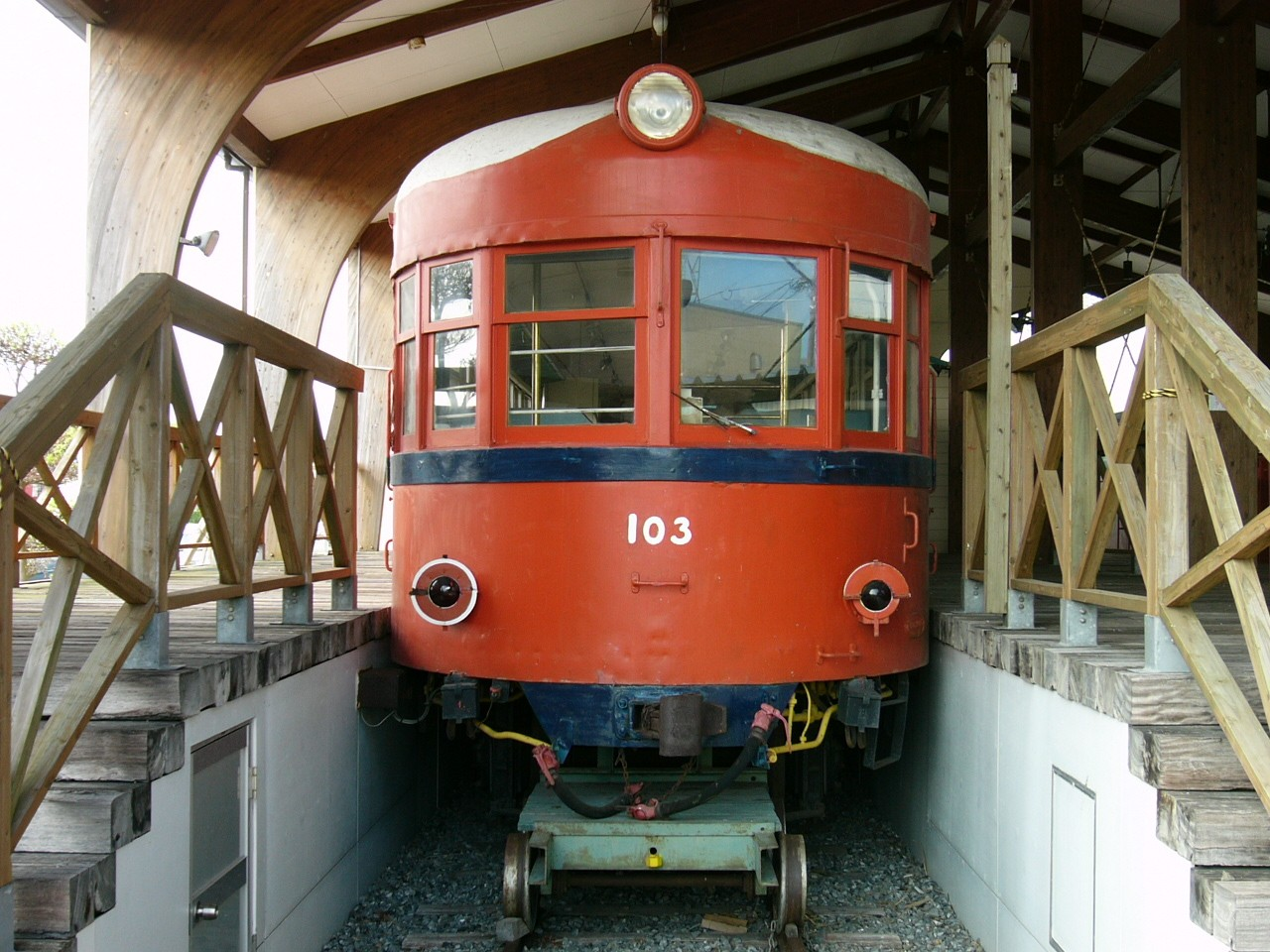
キハ100形ディーゼルカー キハ103
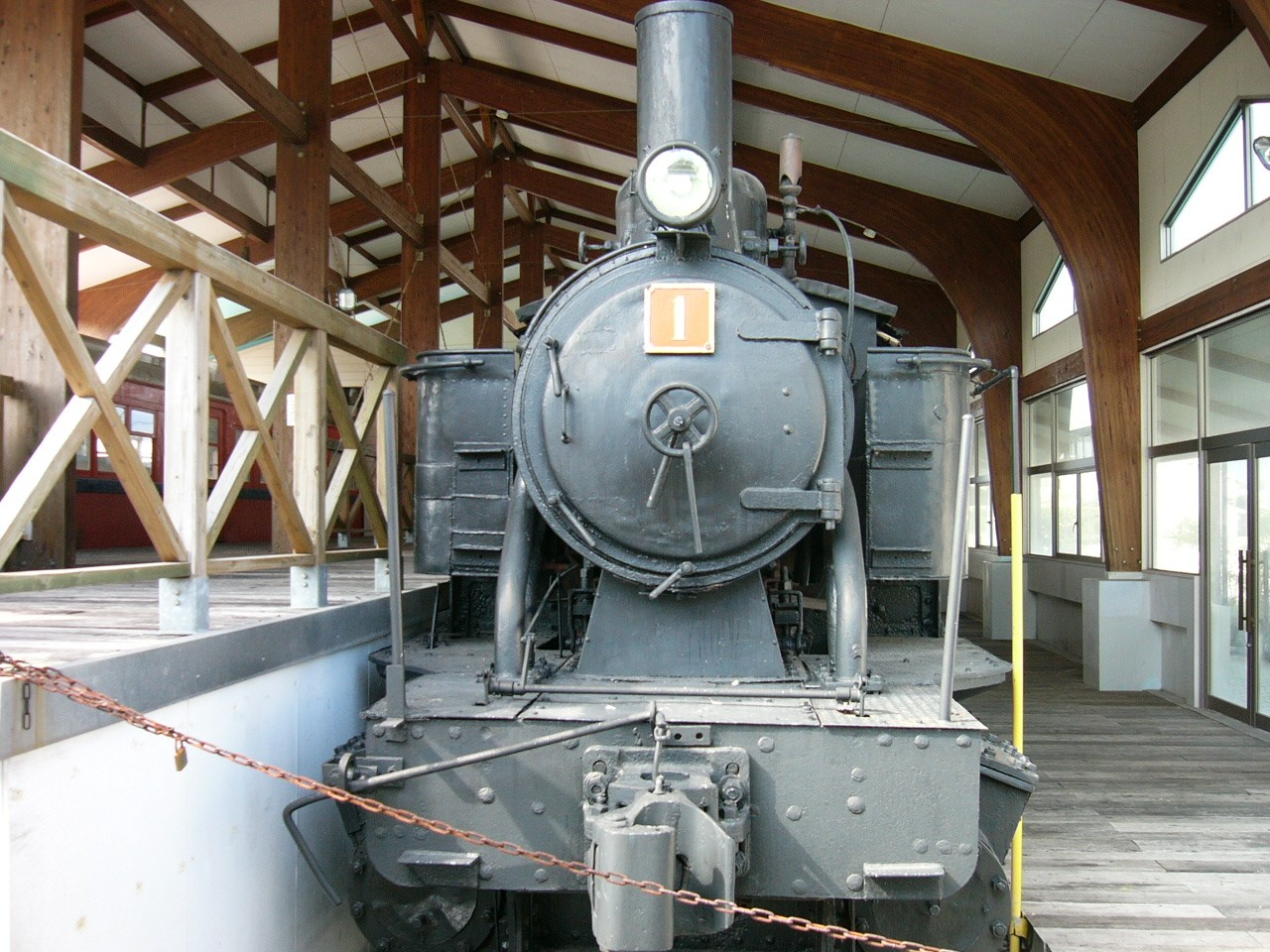
1号蒸気機関車
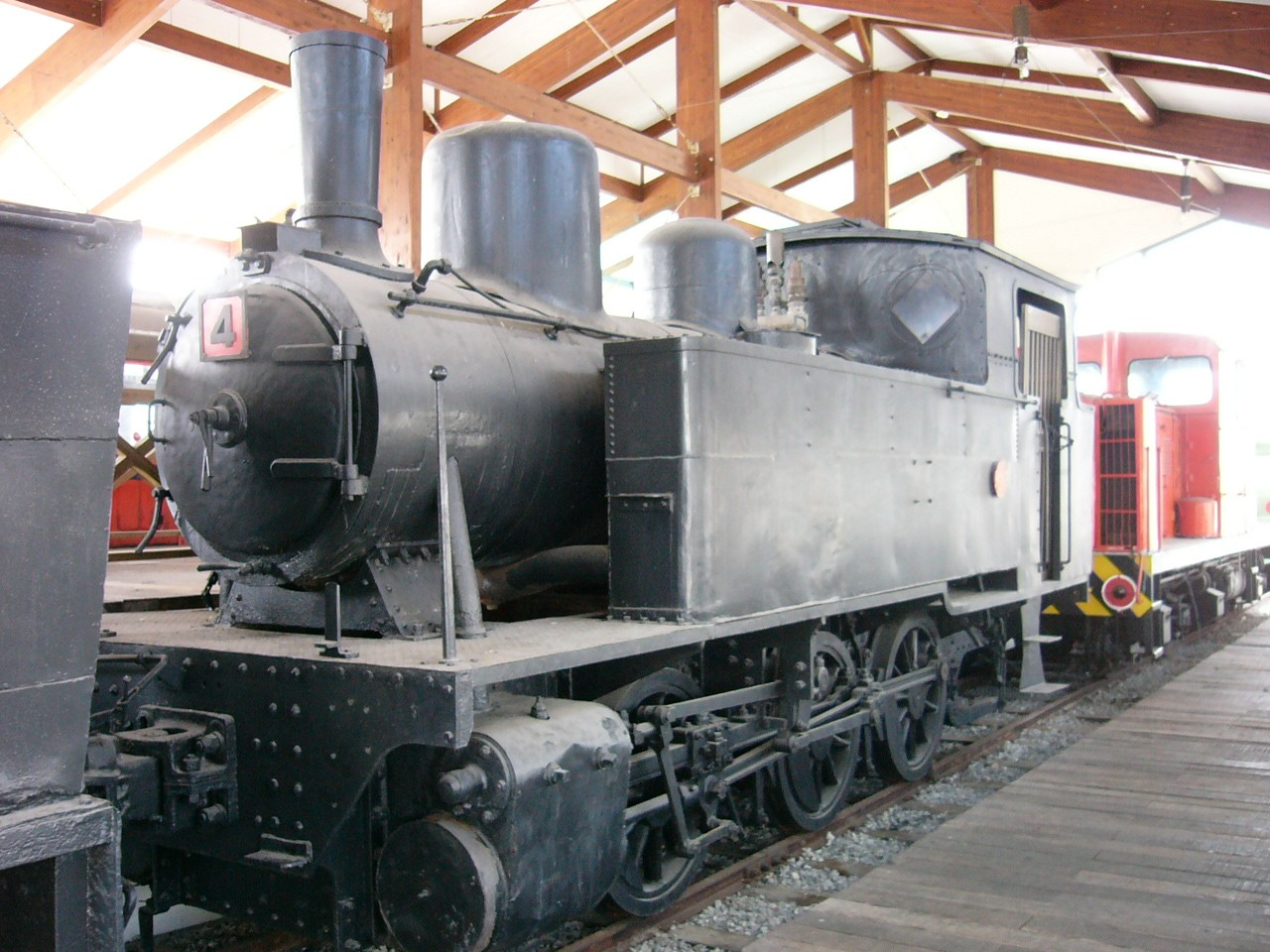
4号蒸気機関車
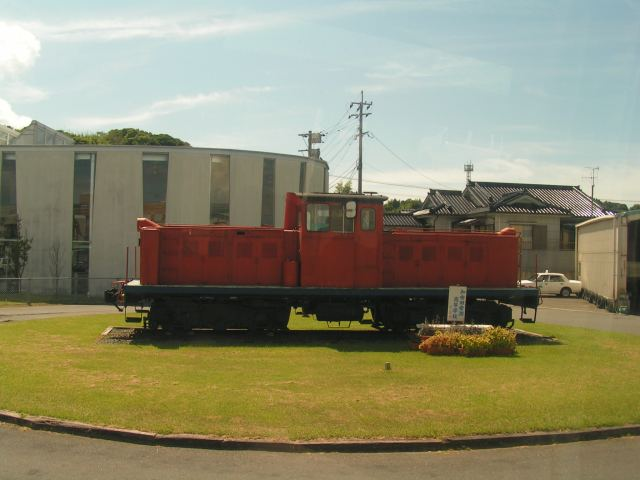
DD1200形ディーゼル機関車 DD1201
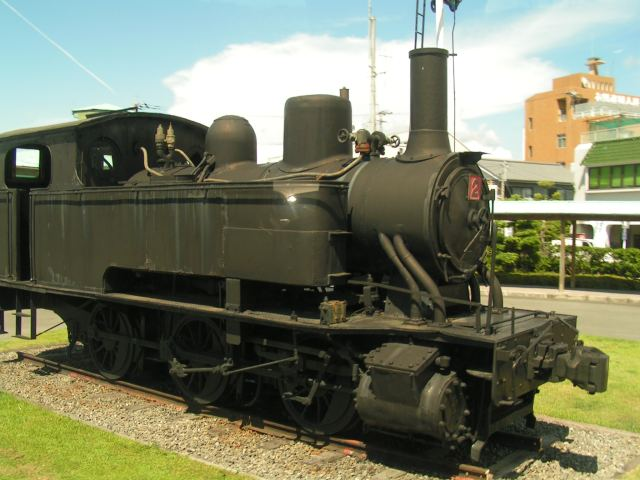
2号蒸気機関車

## 営業案内
※2023年（令和5年）時点の資料に基づく
- 所在地: 鹿児島県南さつま市加世田武田18605 加世田バスターミナル内
- 休館日: 毎週水曜日（祝祭日の場合は翌日）、年末年始（12月31日 - 1月1日）、夏休み期間中は毎日開館
- 開館時間: 6月 - 8月 10:00 - 18:00、それ以外 10:00 - 17:00
- 入館料: 大人（中学生以上） 200円、小人（小学生） 100円、幼児 無料

普段は閉鎖されているので、見学に際してはバスターミナルの職員に依頼して開けてもらう必要がある。
※日曜日は職員不在のときがあるため注意。